# Шнерсайм
Шнерсайм (фр. Schnersheim) — коммуна на северо-востоке Франции в регионе Гранд-Эст (бывший Эльзас — Шампань — Арденны — Лотарингия), департамент Нижний Рейн, округ Саверн, кантон Буксвиллер. До марта 2015 года коммуна административно входила в состав упразднённого кантона Трюштерсайм (округ Страсбур-Кампань).
Площадь коммуны — 10,82 км², население — 1193 человека (2006) с выраженной тенденцией к росту: 1463 человека (2013), плотность населения — 135,2 чел/км².

## Население
Население коммуны в 2011 году составляло 1359 человек, в 2012 году — 1411 человек, а в 2013-м — 1463 человека.
| 1962 | 1968 | 1975 | 1982 | 1990 | 1999 | 2006 | 2008 | 2011 | 2012 | 2013 |
| ---- | ---- | ---- | ---- | ---- | ---- | ---- | ---- | ---- | ---- | ---- |
| 337  | 363  | 703  | 854  | 851  | 1001 | 1193 | 1248 | 1359 | 1411 | 1463 |

Динамика населения:

## Экономика
В 2010 году из 850 человек трудоспособного возраста (от 15 до 64 лет) 655 были экономически активными, 195 — неактивными (показатель активности 77,1 %, в 1999 году — 75,7 %). Из 655 активных трудоспособных жителей работал 631 человек (327 мужчин и 304 женщины), 24 числились безработными (10 мужчин и 14 женщин). Среди 195 трудоспособных неактивных граждан 85 были учениками либо студентами, 83 — пенсионерами, а ещё 27 — были неактивны в силу других причин.

## Достопримечательности (фотогалерея)

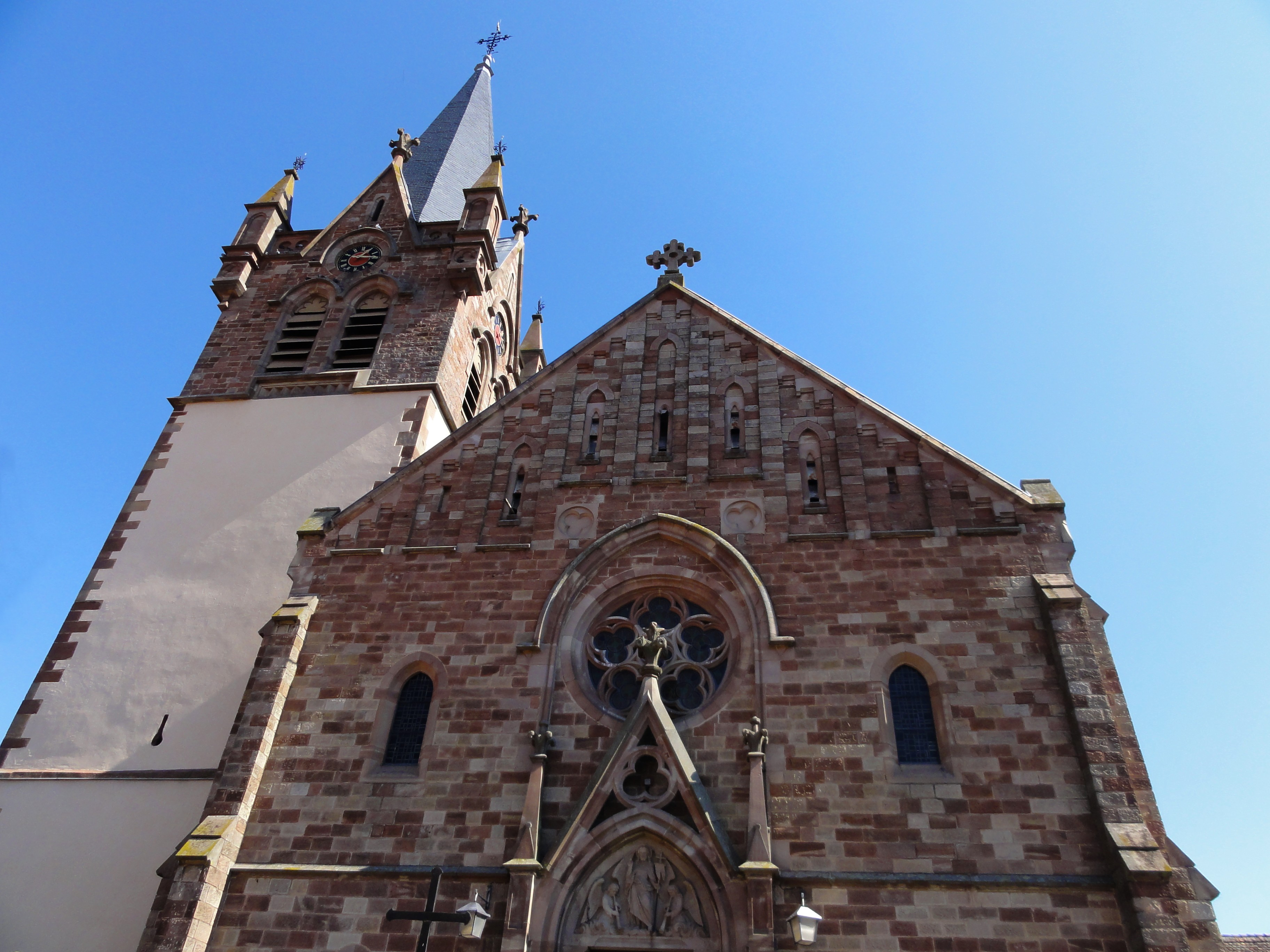
Церковь Сен-Этьен
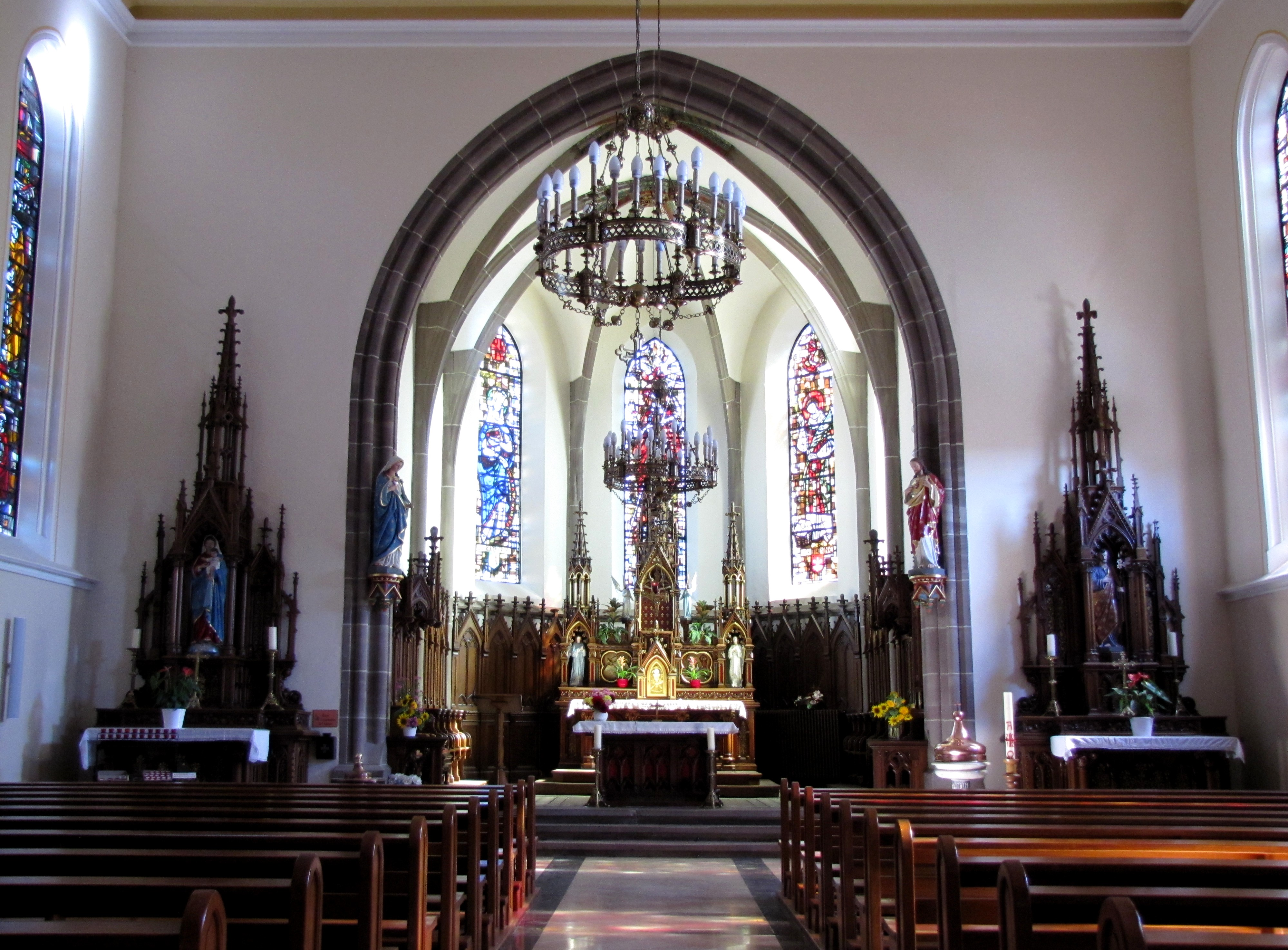
Интерьер, вид на алтарь
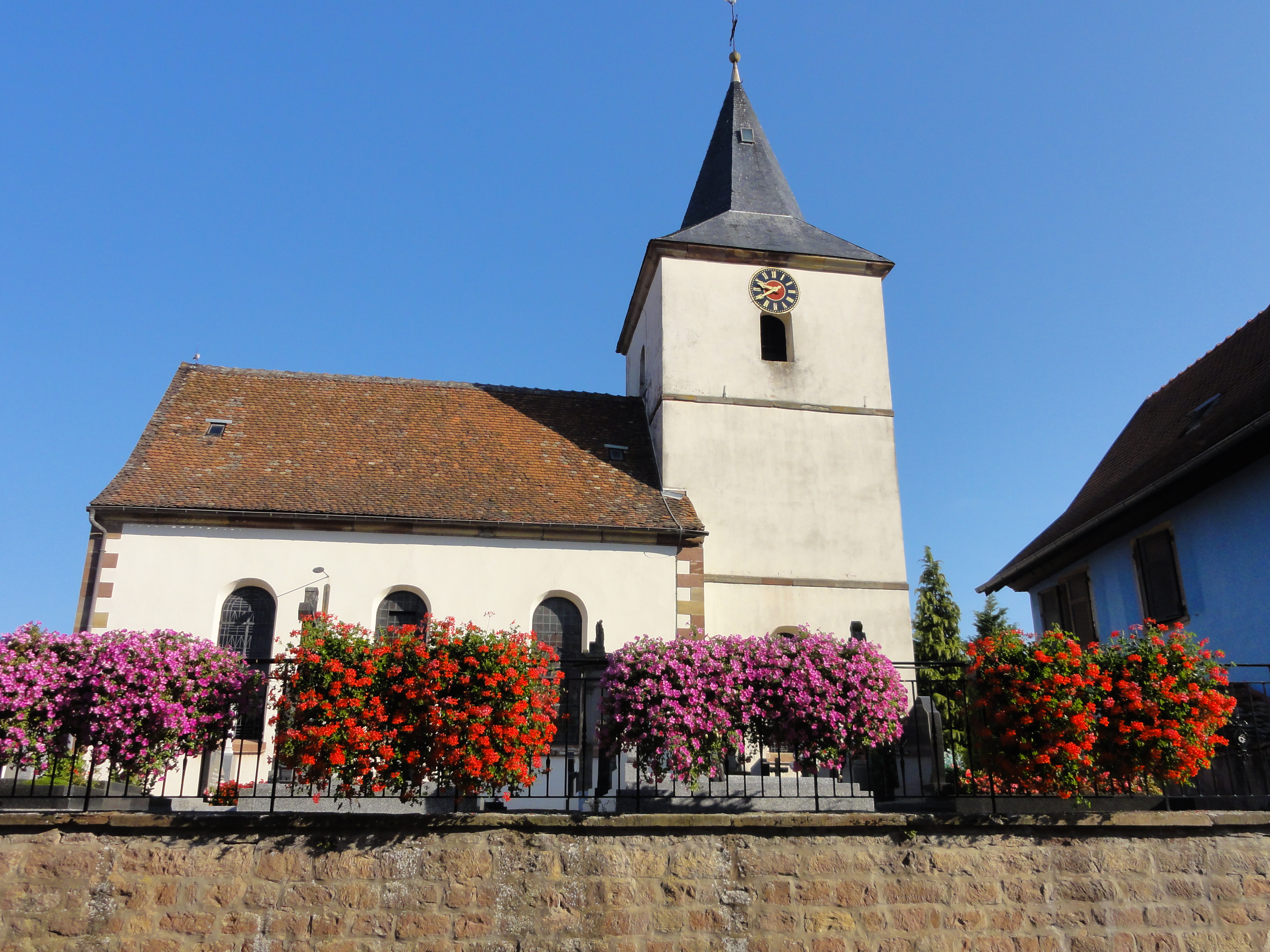
Церковь святого Георгия
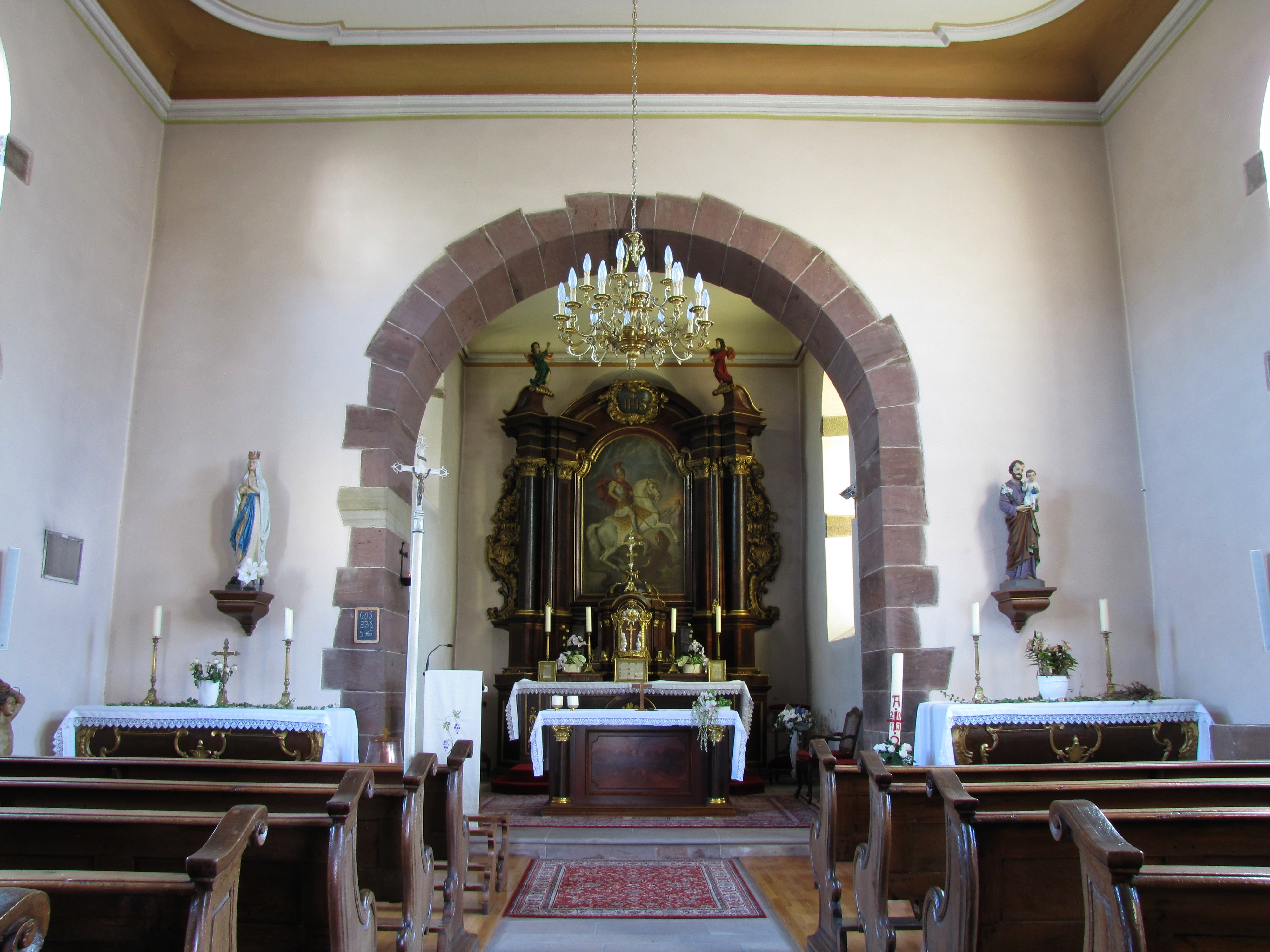
Интерьер, вид на алтарь
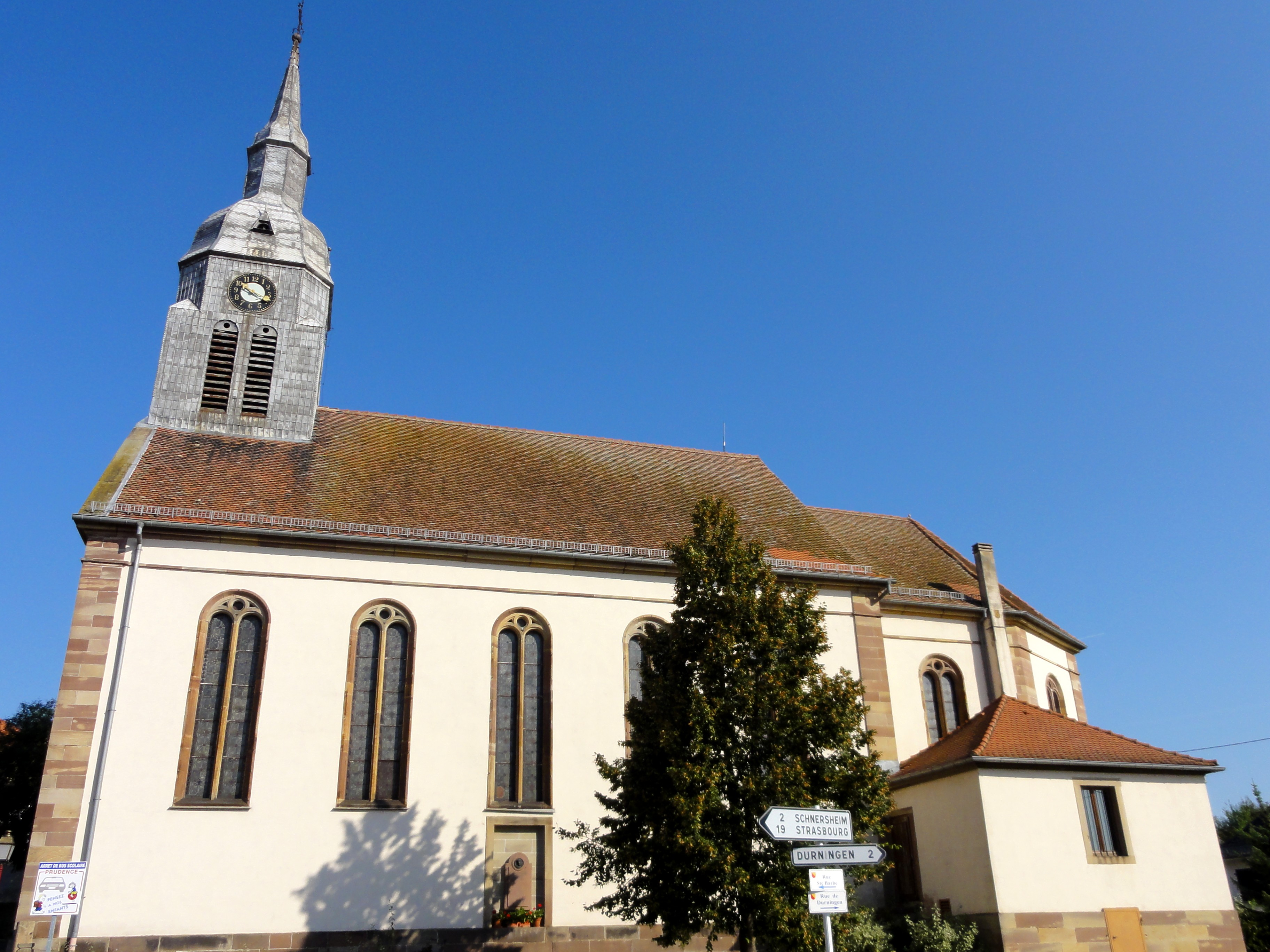
Церковь святого Ульриха
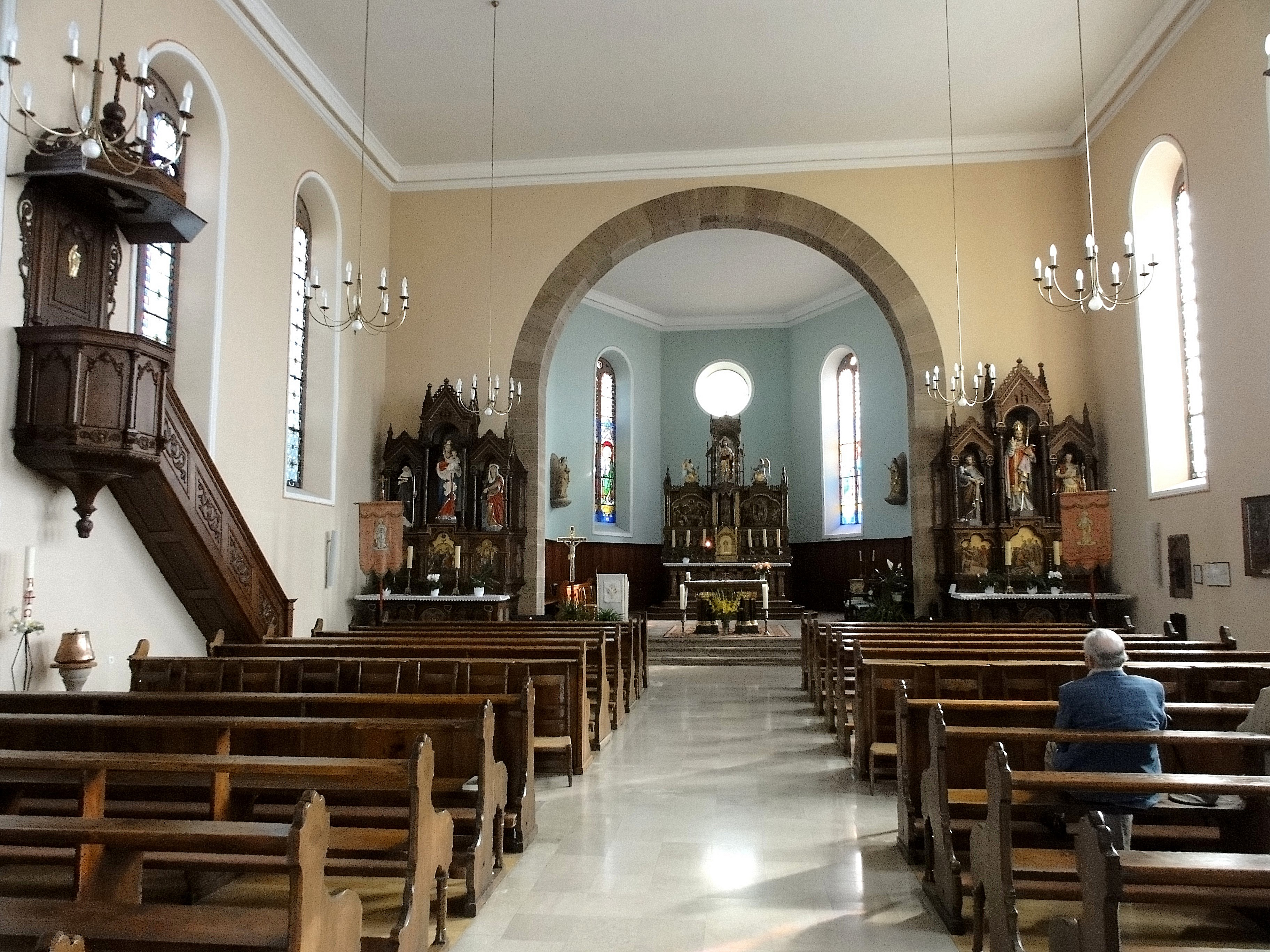
Интерьер, вид на алтарь
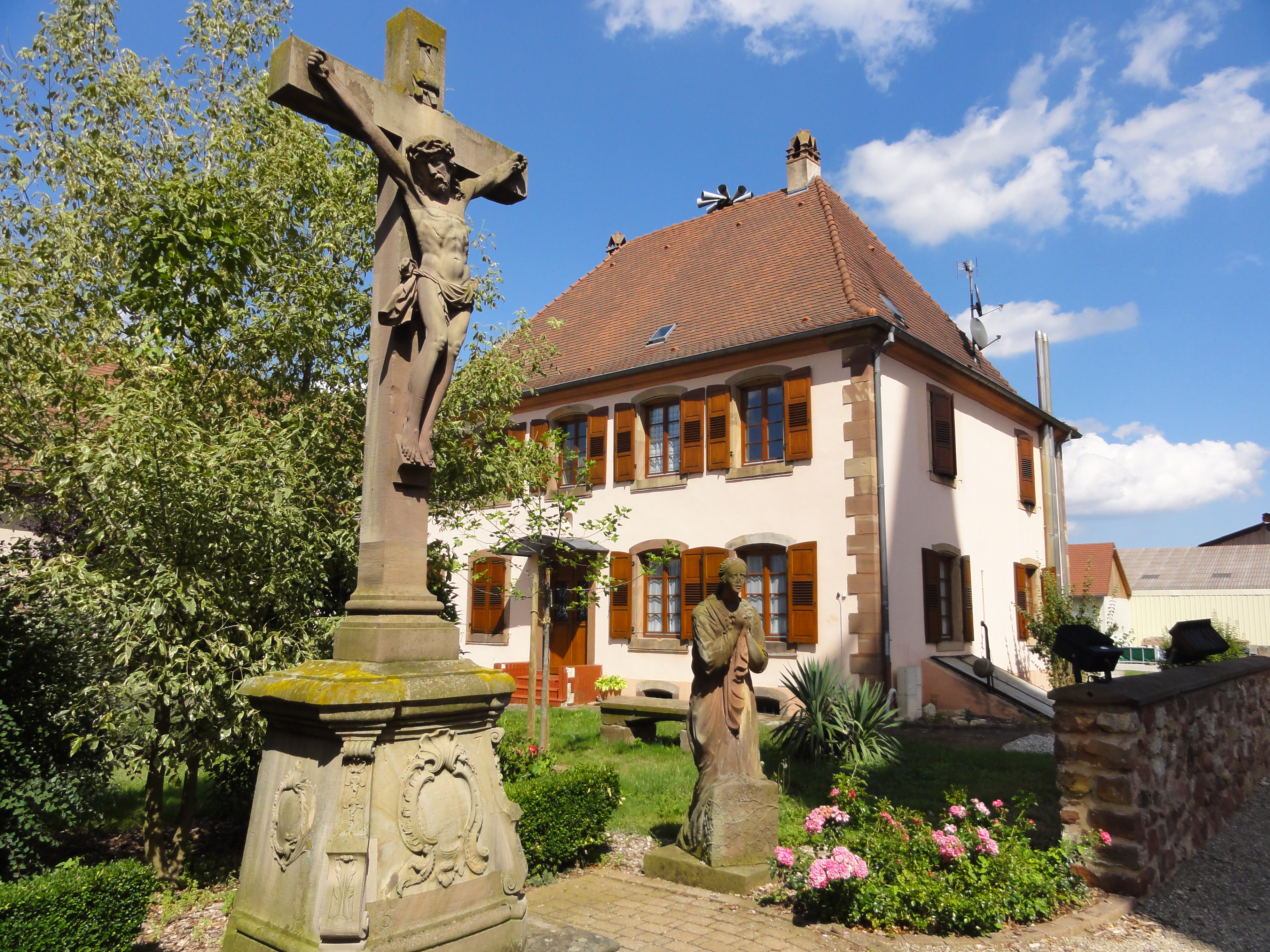
Дом приходского священника
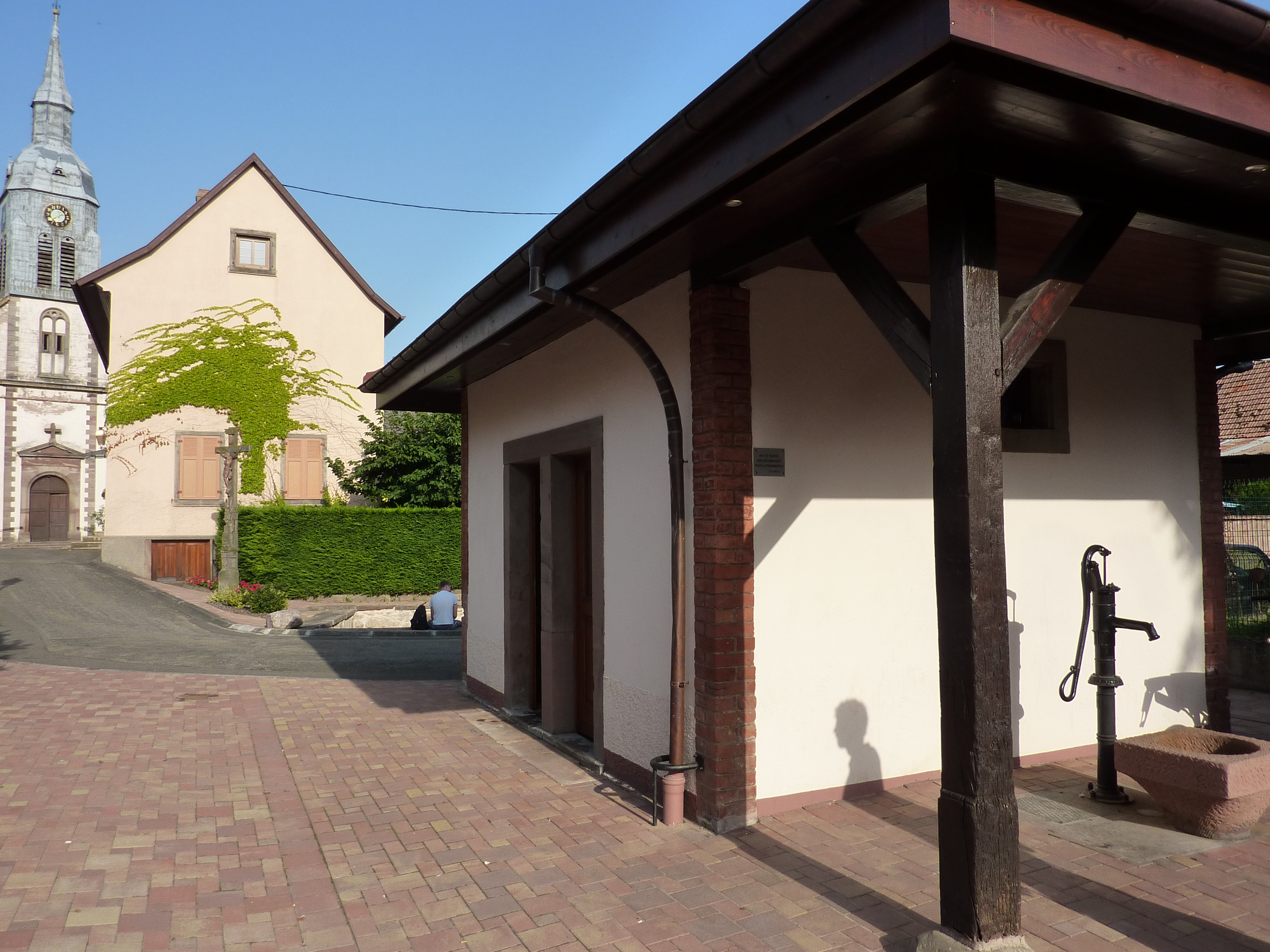
Источник-комната Санкт-Ульрих (Авенайм)
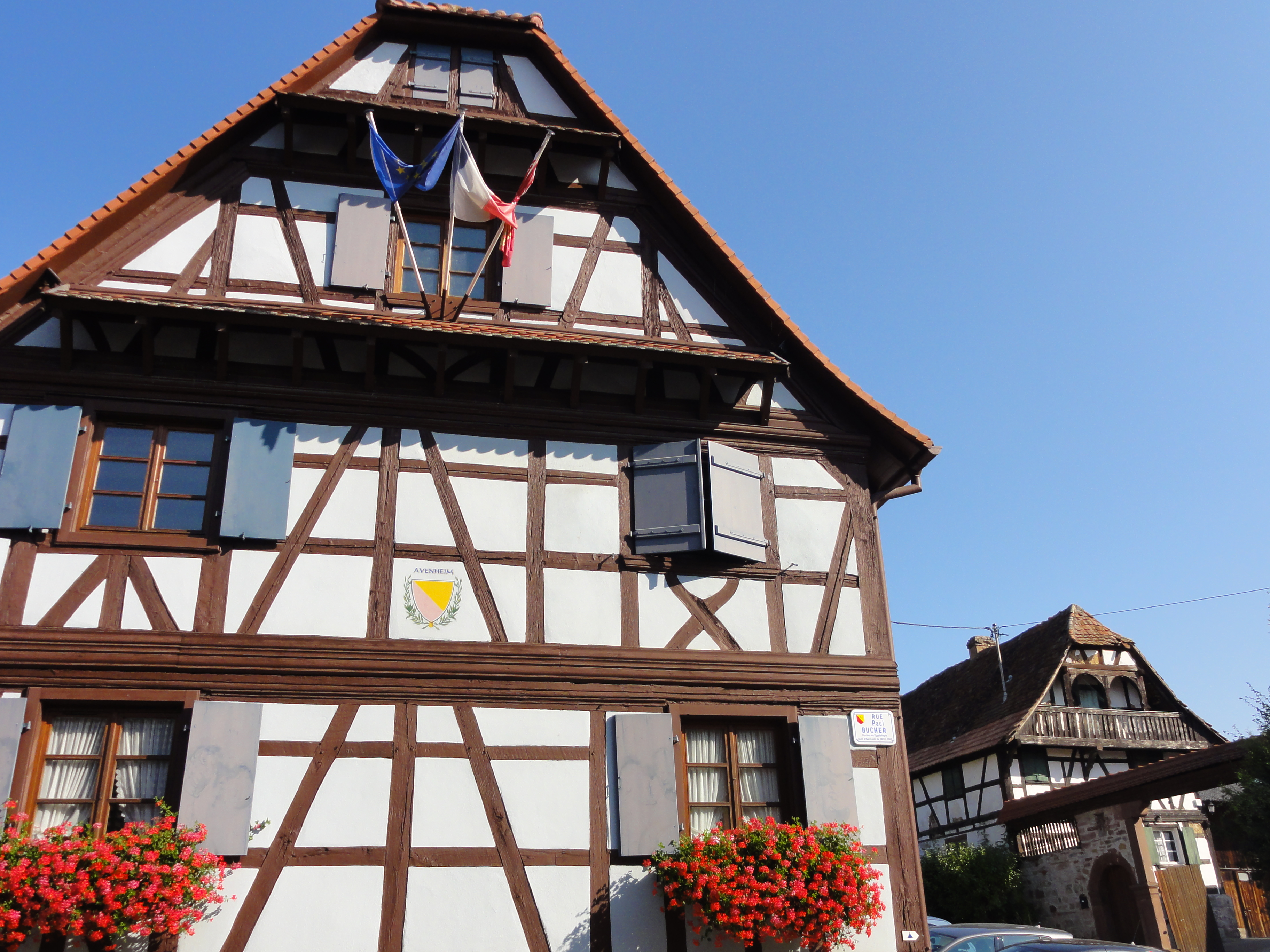
Фахверковый дом